# Савич, Веселин
Весели́н Са́вич (серб. Веселин Савић / Veselin Savić; 22 сентября 1989) — сербский гребец, выступает за национальную сборную Сербии по академической гребле начиная с 2011 года. Чемпион Европы, двукратный бронзовый призёр этапов Кубка мира, чемпион мира среди молодёжи, победитель и призёр многих регат национального значения.

## Биография
Веселин Савич родился 22 сентября 1989 года.
Впервые заявил о себе ещё в 2011 году, одержав победу в четвёрках с рулевым на молодёжном чемпионате мира в Амстердаме. Тогда же дебютировал на взрослом уровне, в частности побывал на чемпионате Европы в болгарском Пловдиве, где в парных четвёрках сумел дойти до финала «Б».
Наибольшего успеха на взрослом международном уровне Савич добился в сезоне 2014 года, когда вошёл в основной состав сербской национальной сборной и выступил на домашнем чемпионате Европы в Белграде, где вместе с напарником Душаном Богичевичем в распашных безрульных двойках обогнал в финале всех своих соперников и завоевал тем самым золотую медаль. Кроме того, в этом сезоне выиграл бронзовую медаль на этапе Кубка мира в швейцарском Люцерне.
В 2015 году в безрульных распашных четвёрках Веселин Савич взял бронзу на этапе Кубка мира в словенском Бледе, выступал на европейском первенстве в Познани и на мировом первенстве в Эгбелете, но был далёк от попадания в число призёров. В зачёте безрульных четвёрок пытался пройти отбор на летние Олимпийские игры 2016 года в Рио-де-Жанейро, но сделать этого не смог, на квалификационной олимпийской регате в Люцерне добрался только до утешительного заезда, где финишировал пятым.